# Akara (Insel)
Akara ist eine Insel des New-Georgia-Archipels in der Western-Provinz, Salomonen. Sie liegt im Blanche Channel, einer Wasserstraße im südöstlichen Teil des Archipels, die die Inseln New Georgia und Vangunu im Nordosten von den Inseln Rendova und Tetepare im Südwesten trennt. Von einem südlichen Ausläufer New Georgias ist Akara nur durch eine schmale Wasserstraße getrennt. Die Insel ist unbewohnt.